# Mexicáyotl

El símbolo creado por José Argüelles, usado por este movimiento como la representación de Ometeotl.

La Mexicáyotl (palabra náhuatl que significa «esencia de lo mexicano», «mexicanidad»; véase también -yotl) es un movimiento que busca el renacimiento de lo que consideran la religión, la filosofía y las tradiciones indígenas del México antiguo (la religión y filosofía mexicas) en el pueblo mexicano.
El movimiento surgió en la década de 1950, liderado por los intelectuales de la Ciudad de México, pero ha crecido significativamente como un movimiento de bases en tiempos más recientes, difundiéndose también hacia los mexicanos residentes en Estados Unidos y Canadá. Sus rituales involucran la danza mexica llamada mitotiliztli. Los seguidores, llamados Mexicatl (singular) y Mexicah (plural) o simplemente Mexica, son en su mayoría habitantes de ciudades y suburbios.

## Historia
El movimiento Mexicayotl empezó en la década de 1950 a partir de un grupo llamado Nueva Mexicanidad fundado por Antonio Velasco Piña. En esos mismos años Rodolfo Nieva López fundó el Movimiento Confederado Restaurador de la Cultura del Anáhuac. Francisco Jiménez Sánchez, cofundador de este último movimiento, llegaría a ser décadas más tarde el líder espiritual del movimiento Mexicayotl, recibiendo el título honorífico de Tlacaélel. Jiménez Sánchez tuvo una gran influencia en la conformación del movimiento, al crear en la década de 1970 el In Kaltonal ("La casa del Sol"), llamada también La Iglesia de los Mexicanos Nativos.
A partir de la década de 1970 y en los años siguientes, Mexicáyotl ha crecido desarrollándose en una red de grupos locales de adoración y comunitarios llamados calpulli o kalpulli, que se expandieron alcanzando a grupos de migrantes mexicanos en Estados Unidos o chicanos. El movimiento también ha desarrollado lazos fuertes con los movimientos a favor de la identidad nacional mexicana y el nacionalismo chicano. La Iglesia de los Mexicanos Nativos creada por Jiménez Sánchez —que es una confederación de calpullis—, fue reconocida oficialmente por el gobierno de México en 2007.

## Críticas
La religión mexicayotl ha sido fuertemente criticada por numerosas organizaciones indígenas e instituciones académicas por tratarse de uno de los mayores ejemplos contemporáneos de apropiación cultural, basando sus fundamento en la supuesta cosmovisión mesoamericana, lo cual es un concepto ambiguo, debido a la enorme cantidad de lenguas y culturas existentes en dicha región, de las cuales ninguna es partícipe, salvo exepciones individuales de personas provenientes de comunidades indígenas migradas a grandes ciudades de la República. 
Al tratarse de un movimiento principalmente urbano normalmente se ve desconectado de la realidad de los pueblos originarios actuales y muy poco influido por la cosmovisión de éstos, siendo prácticamente inexistente entre la población indígena y resultando en su mayoría una agrupación de mestizos para mestizos.
Asimismo se le critica a esta religión la romantización y estereotipación sobre los pueblos originarios de antaño, y la asunción de prácticas probadamente nuevas como patrimonio ancestral heredado por transmisión directa ininterrumpida de tiempos prehispánicos.